# Вечерний Тбилиси
«Вечерний Тбилиси» («Рабочая правда», «Тифлисский рабочий»,«Вечерний Тифлис») — грузинская газета, издаваемая на русском языке.

## История
До 1958 года газета "Вечерний Тбилиси" имела следующие названия:
- с 1923 по 1931 год - «Рабочая правда» [1]
- с 1932 по 1932 год - «Тифлисский рабочий»
- с 1936 года - «Вечерний Тифлис».

В виду слияния газеты "Вечерний Тбилиси" с газетой «Заря Востока» издание газеты "Вечерний Тбилиси" с 1 марта 1939 года прекращено. В связи с тем, что с 20 мая 1958 года вновь начинает выходить газета "Вечерний Тбилиси" на русском языке. с 1977 года по 1990 год (3 ноября) как орган Тбилисского городского комитета КП Грузии и городского Совета народных депутатов; с 1992 года, №1 (8 января) - вечерняя городская общественно-политическая газета (Вечерние газеты). 
Редакция русскоязычной газеты "Вечерний Тбилиси" при поддержке фонда "Русский мир" с октября 2021 года ежемесячно выпускает специальное приложение под названием "Грузия-Россия: остановиться,оглянуться" .
Сотрудником газеты «Вечерний Тбилиси» в своё время был Мамаладзе, Теймураз Георгиевич (впоследствии стал помощником Эдуарда Шеварнадзе.
В 1966 году газета "Вечерний Тбилиси" публикует эссе «Миджнур из Месхети»(к 800-летию Шота Руставели) Анны Антоновской (автора романа-эпопеи о национальном герои Грузии "Великий Моурави")

## Награды
Почетная грамота Правительства Российской Федерации (от 4 июня 2015 года - за большой вклад в сохранение русского языка и культуры, а также в дело консолидации соотечественников за рубежом) .